# Compartimentage incendie

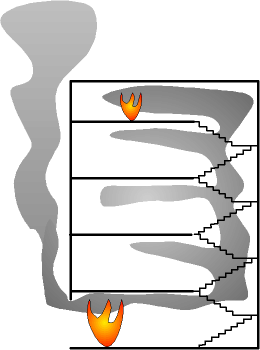
Exemple de propagation d'un incendie par convection si le bâtiment n'est pas compartimenté (ou si le compartimentage n'est pas efficace, comme une porte laissée ouverte, par exemple).

Le compartimentage incendie est un moyen de prévention incendie visant à limiter la propagation du feu en le maintenant dans un volume prédéfinit.

## Techniques de compartimentage
- Porte coupe-feu
- Rideau de compartimentage

## Images

Un rideau de compartimentage.
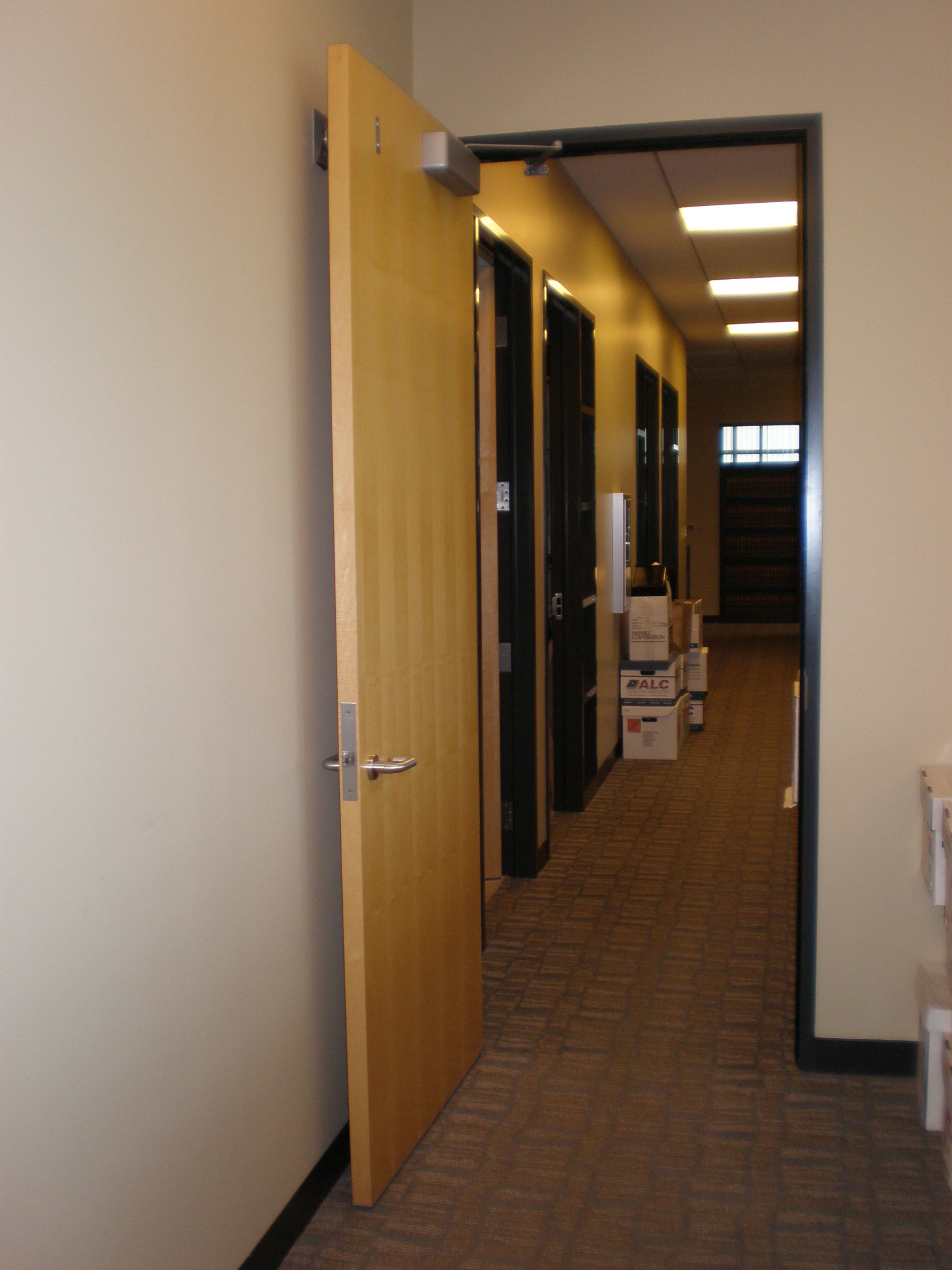
Une porte coupe-feu relié à la centrale de détection incendie qui la referme automatiquement via à électroaimant.